# Ernest Dikoum
Ernest Dikoum, né en 1968 dans la région de Dibang Nord près de Ngog Mapubi - Makaï, est un chef d'entreprise camerounais, directeur général de la compagnie aérienne camerounaise Camair-Co de 2016 à 2019.

## Biographie
Ernest Dikoum fréquente le CES de Bonadoumbè, habitant chez son oncle Victor Dikoum alors directeur de Cameroon Bank à Limbé. Diplômé de l’école de tourisme de Rabat en 1992, il se spécialise en 1996 dans la gestion des bases de données.  
Après sa formation à l’Emirates Aviation College, il travaille au sein d’Emirates où il occupe le poste de directeur pour l'Afrique de l'Ouest, avec résidence au Sénégal.  Quelques années plus tard, il s’occupe de la définition de la politique commerciale d’Emirates en Afrique australe et est nommé directeur régional d’Emirates pour le Zimbabwe.  Développeur des services aériens auprès d’Emirates, il y travaille pour la conquête d’une partie du marché de l’aviation civile nord-américaine.
À l'issue du conseil d'administration du 22 août 2016, Ernest Dikoum est nommé directeur général de Camair-co. En novembre 2017, il annonce la multiplication par quatre en un an du chiffre d'affaires de la compagnie qu'il dirige. Le 27 mai 2019, il quitte la direction générale de Camair.
En octobre 2020, il est nommé directeur Marketing et développement d'Air Sénégal.

## Vie privée
Ernest Dikoum porte le nom de son grand père maternel, le feu chef Ernest Dikoum. Il est le dernier fils de la fille aînée de ce chef, allée en mariage à Bah-môh. Il a un grand frère. Une sœur ainée qui l'a élevé car de 20 ans son ainé. Il est marié et père 3 enfants.